# Општина Паулешти (Сату Маре)
Паулешти (рум. Pãuleşti) општина је у Румунији у округу Сату Маре.
Oпштина се налази на надморској висини од 121 m.